# NGC 4081
NGC 4081 ist eine Spiralgalaxie vom Hubble-Typ Sa im Sternbild Großer Bär am Nordsternhimmel. Sie ist schätzungsweise 68 Millionen Lichtjahre von der Milchstraße entfernt und hat einen Durchmesser von etwa 30.000 Lichtjahren. Gemeinsam mit drei weiteren Galaxien gilt sie als Mitglied der NGC 4125-Gruppe (LGG 274).
Das Objekt wurde am 18. Juni 1884 von Lewis Swift entdeckt.